# Niels Bye Nielsen
Niels Bye Nielsen (* September 1972) ist ein dänischer Komponist und Musiker. Er erlangte internationale Bekanntheit durch seine Kompositionen für die Hitman-Videospielreihe.

## Leben
Niels Bye Nielsen wurde in der Kleinstadt Skive in Dänemark geboren, lebte aber die meiste Zeit seines Lebens in Skagen. 1994 zog er nach Hollywood, um dort Gitarre zu studieren. Nach seiner Schulzeit studierte er Musik an der UCLA. Er ist Leiter eines eigenen Studios in Santa Monica, in dem er einen Großteil seiner Musik produziert.

## Wirken
Nielsen wirkte als Musiker und Arrangeur an Alben von Lit, Steve Vai und Devin Townsend mit. Internationale Bekanntheit erlangte er 2016, als er im Auftrag von Entwickler und Publisher IO Interactive den Soundtrack für das Videospiel Hitman schrieb. Auch die Musik der Nachfolgespiele Hitman 2 (2018) und Hitman 3 (2021) stammt aus Nielsens Feder. Er komponierte außerdem den Soundtrack für folgende Werke:
- 2001: Tales from the Neverending Story: The Beginning (Film)
- 2001: Tales from the Neverending Story: The Gift of the Name (Film)
- 2002: The Swedish Dentist (Film)
- 2001–2002: Die unendliche Geschichte – Die Abenteuer gehen weiter (Serie, 13 Episoden)
- 2002–2005: Beyond the Glory (Dokumentation, 7 Episoden)
- 2003: St. Andrew’s Girls (Film)
- 2004: Fearless (Dokumentation, 1 Episode)
- 2004–2005: NASCAR Drivers: 360 (Dokumentation, 15 Episoden)
- 2006: Fight Girls (Serie)
- 2006: The Chuck Barris Story: My Life on the Edge (Dokumentation)
- 2008: American Gangster (Dokumentation, 2 Episoden)
- 2009: Bollywood Hero (Serie, 3 Episoden)
- 2011: PlayStation Move Heroes (Videospiel)
- 2011: Medieval Moves: Deadmund’s Quest (Videospiel)
- 2012: Sports Champions 2 (Videospiel)
- 2016: Der Architekt (Film)
- 2018: Love Sonia (Film)[2]